# 上田七本槍
上田七本槍（うえだしちほんやり）は、慶長5年（1600年）、関ヶ原の戦いの前哨戦において、徳川秀忠が真田昌幸の上田城を攻めた際（上田合戦）に活躍した7人の徳川氏家臣を顕彰した呼称。実際には軍令違反の抜け駆けであったが、敗北に終わった戦いを糊塗し、殊更に戦果を誇張するため作為的に称揚されたという側面もある。

## 該当者
- 中山照守
- 小野忠明（御子神典膳）
- 辻久吉
- 鎮目惟明
- 戸田光正（半平、重之、光政、重利）
- 斎藤信吉（久右衛門）
- 朝倉宣正

なお、槍脇として弓矢で敵を射倒していった大田甚四郎吉正も並び賞される。